# Régis Wargnier
Régis Wargnier (Metz, 18 agosto 1948) è un regista e sceneggiatore francese.

## Biografia
Ha diretto vari film, tra cui La donna della mia vita (1986), Il signore del castello (1989), Indocina (1992), Una donna francese (1994), Est-ovest - Amore-libertà (1999) e Man to Man (2005).

## Filmografia parziale
- La donna della mia vita (La Femme de ma vie) (1986)
- Il signore del castello (Je suis le seigneur du château) (1989)
- Indocina (Indochine) (1992)
- Una donna francese (Une femme française) (1995)
- Lumière et compagnie, co-regia con altri 39 registi (1995)
- Est-ovest - Amore-libertà (Est - Ouest) (1999)
- Coeurs d'athlètes (2003) documentario televisivo
- Man to Man (2005)
- Pars vite et reviens tard (2007)
- La Ligne droite (2011)
- Tempo di confessioni (Le Temps des aveux) (2014)